# Rák József
Rák József (Vámosmikola, 1941. október 24. – 2022. szeptember 15.) Balázs Béla-díjas (1986) magyar operatőr, rendező, egyetemi tanár.

## Életpályája
1955-1959 között a váci Madách Imre Gimnáziumban tanult. 1959-1964 között az ELTE Természettudományi Kar (ELTE-TTK) matematika-fizika szakos diákja volt. 1964-1968 között a Színház- és Filmművészeti Főiskola operatőr szakos hallgatója. 
1968–1995 között a Movi operatőre. 1971 óta operatőr-rendező. 1982 óta a Színház- és Filmművészeti Főiskola oktatója. 1995-2001 között a Duna Televízió osztályvezetője, 2001-2005 között tanácsadója. 1999 óta a FotoVideo című lap alapító főszerkesztője. 2000-2002 között az Iparművészeti Egyetem vizuális kommunikáció tanszékén a videó szakirány vezetője. 
2005-ben nyugdíjba vonult. Ezt követően a Magyar Operatőrök Társaságának Stáb Iskolájában tanított mozgóképgyártás-technológiát.

## Magánélete
1967-ben házasságot kötött Dr. Tóth Judittal, aki (1970-1990 között) az MTV  szerkesztő-riporter munkatársa volt.  
Egy lányuk született: Eszter (1974) 
Dr Tóth Judit A HÉT szerkesztőségében kezdett dolgozni 1970-ben, szerkesztőként, 1980-tól a műsor szerkesztő-riportere. 1985-1997 között A HÉT műsor mellett  a Budapesti Regionális Híradó és Magazinokban szerkesztő-riporter. 1989-1990 között a Híradó szárára is rendszeresen készít riportokat. A rendszerváltás után 1990-1992 között A reggel című műsorban dolgozik, ö készíti a Természetgyógyász és Házi patika sorozatokat, melyeket később az MTV videón is kiad. 1990-1993 között dolgozik az Esti Egyenleg, 1994-1996 a Sorsok, 1994-1997 a Civil kurázsi 1995-1997 az Átfogó című műsorokban. 1998-2000 között a VOLT és a JelenVolt című műsorsorok szerkesztő-riportere. Nyugállományba vonulása óta az Archívum feltáró, dokumentáló munkájában vesz részt. A korábbi évtizedek politikai és magazin műsorait dolgozza fel.

## Filmjei
| - Öcsém (1966) - Pókháló (1968) - A gímszarvas (1972) - Egy különc úr naplója (1972) - A véletlen (1975) (rendező is) - Visszafelé (1983) (rendező is) - A darazsak elszállnak (1986) - Utazás (1987) - Családfotó (1988) - Növények lakomája (1989) - Táncok Erdélyből (1990) - Erdély üzenete (1990-1991) - A tanítvány (1994) (rendező is) - Semmi különös nem történt (1996) - Kelepcék (1996) - Kalotaszeg nagyasszonya (1997) (rendező is) - Gyöngyből az angyal (1997) - Szőrmentén (1999) - Habsburg nádorok (2001) - Tört fények ólomkeretben (2001) - Assisi titokzatos szentjei (2002) - Méregkeverők (2003) - Rejtélyek és ragályok (2004-2008) - Zöld múzsák csókja (2005-2008) (rendező is) - A pénzember (2007) | - A Bolyai (2000) - Sándor Mátyás (1979) - Boszorkányszombat (1984) - Hol volt, hol nem volt (1987) - Ismeretlen ismerős (1989) - A legényanya (1989) - Az én XX. századom (1989) - Hukkle (2002) |

## Díjai
- Deák György-emlékplakett (1985)
- a filmszemle különdíja (1993)